# Chřenovice
Chřenovice (en allemand : Tschernowitz) est une commune du district de Havlíčkův Brod, dans la région de Vysočina, en Tchéquie. Sa population s'élevait à 152 habitants en 2020.

## Géographie
Chřenovice est arrosée par la Sázava, un affluent de la Vltava, qui constitue la limite sud et ouest de la commune. Elle se trouve à 6 km au nord-ouest de Ledeč nad Sázavou, à 30 km à l'est-sud-est de Havlíčkův Brod, à 45 km au sud-est de Jihlava et à 69 km au sud-est de Prague.
La commune est limitée par Vlastějovice à l'ouest et au nord-ouest, par Jedlá au nord et à l'est, par Ledeč nad Sázavou à l'est, et par Kožlí et Hněvkovice au sud.

## Histoire
La première mention écrite de la localité date de 1216.

## Transports
Par la route, Chřenovice se trouve à 10 km de Ledeč nad Sázavou, à 39,5 km de Havlíčkův Brod, à 62 km de Jihlava et à 85 km de Prague.